# Bidyanus
Bidyanus is een geslacht van straalvinnige vissen uit de familie van de tijgerbaarzen (Terapontidae).

## Soorten
- Bidyanus bidyanus (Mitchell, 1838) – Zilverbaars
- Bidyanus welchi (McCulloch & Waite, 1917)